# Westwoodiana
Westwoodiana är ett släkte av steklar. Westwoodiana ingår i familjen puppglanssteklar.
Kladogram enligt Catalogue of Life:
| Westwoodiana | \| \| Westwoodiana purpureipes \| \| \| \| \| \| Westwoodiana testaceifemora \| \| \| \| |
|              | \| \| Westwoodiana purpureipes \| \| \| \| \| \| Westwoodiana testaceifemora \| \| \| \| |
|              | Westwoodiana purpureipes                                                                 |
|              |                                                                                          |
|              | Westwoodiana testaceifemora                                                              |
|              |                                                                                          |